# Heilige Drievuldigheidskapel (Kessel-Lo)

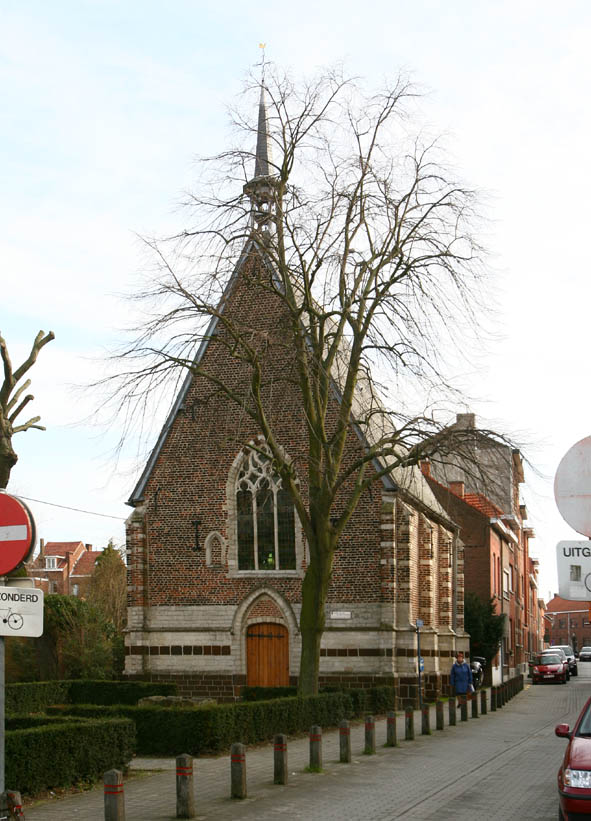
Heilige Drievuldigheidskapel

De Heilige Drievuldigheidskapel (ook: Onze-Lieve-Vrouw ter Krampenkapel) is een kapel in de tot de Vlaams-Brabantse gemeente Leuven behorende plaats Kessel-Lo, gelegen aan het Baron August De Becker-Remyplein in het gehucht Blauwput.
Deze grote kapel werd gesticht in 1441 maar, nadat ze in 1518 door brand was verwoest, werd hij herbouwd in 1520. In 1893 werd hij gerestaureerd. In 1944 werd de kapel zwaar getroffen door oorlogsschade om in 1956-1957 in de oorspronkelijke staat te worden hersteld.
Het is een éénbeukig laatgotisch bouwwerk, opgetrokken in baksteen en zandsteen.
De kapel bezit het beeldje van Onze-Lieve-Vrouw ter Krampen, van omstreeks 1700.
Bij de kapel bevindt zich een bron.